# Karl-Heinz Kampert
Karl-Heinz Kampert (* 20. Jahrhundert) ist ein Experimental- und Teilchenphysiker sowie Professor an der Bergischen Universität Wuppertal.

## Leben
Kampert studierte von 1977 bis 1983 an der Westfälischen Wilhelms-Universität Münster Physik. Das Studium schloss er mit dem Diplom ab. Von 1983 bis 1986 war Kampert wissenschaftlicher Mitarbeiter an der Westfälischen Wilhelms-Universität und promovierte 1986. Anschließend war er für drei Jahre als postdoktoraler Forschungsstipendiat an der Großforschungseinrichtung CERN in der Schweiz tätig. Von 1989 bis 1995 war er Assistenzprofessor für Physik an der Münsteraner Universität, währenddessen habilitierte er sich 1993. Anschließend lehrte er als Professor der Physik an der Universität Karlsruhe und dem Forschungszentrum Karlsruhe, die 2009 beide zum Karlsruher Institut für Technologie fusionierten. Seit 2003 lehrt er schließlich Experimentalphysik am Lehrstuhl für Astroteilchenphysik an der Bergischen Universität Wuppertal.
Karl-Heinz Kampert ist seit 1983 Mitglied der Deutschen Physikalischen Gesellschaft. 2008 wurde er in die Internationale Union für Reine und Angewandte Physik (IUPAP) und 2009 zum Vorsitzenden des Wissenschaftlichen Beirats des GSI Helmholtzzentrums für Schwerionenforschung gewählt. Von 2010 bis 2017 war Kampert Sprecher der Forschungskollaboration am Pierre-Auger-Observatorium in Argentinien, an der die Bergische Universität seit 2003 beteiligt ist. 2012 wurde er zum ordentlichen Mitglied der Academia Europaea gewählt.

## Publikationen (Auswahl)
Karl-Heinz Kampert veröffentlichte seit 1983 über 700 Publikationen und wurde über 20.000 Mal zitiert. Eine Auswahl wichtiger Veröffentlichungen:
- Properties and performance of the prototype instrument for the Pierre Auger Observatory, in: Nuclear and Instrumental Methods in Physics, 2004.
- Correlation of the highest energy cosmic rays with nearby extragalactic objects, in: Science 318, November 2007.
- Correlation of the highest-energy cosmic rays with the positions of nearby active galactic nuclei, in: Astroparticle Physics29, Dezember 2007.
- Observation of the suppression of the flux of cosmic rays above 4×1019eV, in: Physical Review Letters 101, Juni 2008.
- The IceCube Data Acquisition System: Signal Capture, Digitization, and Timestamping, in: Nuclear and Instrumental Methods in Physics, Oktober 2008.
- Limits on a muon flux from neutralino annihilations in the Sun with the IceCube 22-string detector, in: Physical Review Letters 102, Februar 2009.
- Measurement of the energy spectrum of cosmic rays above 1018 eV using the Pierre Auger Observatory, in: Physical Letters B 685, Februar 2010.
- Measurement of the Depth of Maximum of Extensive Air Showers above 1018 eV , in: Physical Review Letters 104, Februar 2010.
- Update on the correlation of the highest energy cosmic rays with nearby extragalactic matter, in: Astroparticle Physics 34, Juni 2010.